# Исляйкино
Исляйкино (тат. Исләй) — село в Чистопольском районе Татарстана. Административный центр и единственный населённый пункт Исляйкинского сельского поселения.

## Этимология
Топоним произошёл от антропонима татарского происхождения «Исләй».

## География
Находится на реке Каргалка, в 26 км к юго-востоку от города Чистополя.

## История
Основано в XVIII веке. 
До 1860-х годов жители относились к сословию государственных крестьян. Занимались земледелием (в начале XX века земельный надел сельской общины составлял 3200 десятин), разведением скота, кузнечным, печным, плотничным, валяльным и шерстобитным промыслами.
В «Списке населенных мест по сведениям 1859 года», изданном в 1866 году, населённый пункт упомянут как казённая деревня Исляйкино 1-го стана Чистопольского уезда Казанской губернии. Располагалась при реке Каргале, по левую сторону Оренбургского почтового тракта, в 18 верстах от уездного города Чистополя и в 32 верстах от становой квартиры в казённом пригороде Новошешминске. В деревне в 135 дворах жили 882 человека (433 мужчины и 449 женщин). Была мечеть.
По сведениям переписи 1897 года, в деревне Исляйкино (Иксаново) Чистопольского уезда Казанской губернии жили 1330 человек (652 мужчины и 678 женщин), все мусульмане.
В начале XX века  действовали 2 мечети с мектебами, водяная мельница, 6 бакалейных лавок. В этот период земельный надел сельской общины составлял 3200 десятин.
До 1920 года село входило в Каргалинскую волость Чистопольского уезда Казанской губернии. С 1920 года в составе Чистопольского кантона ТАССР. С 10.08.1930 в Чистопольском, с 10.02.1935 в Кзыл-Армейском, с 23.05.1958 в Чистопольском районах.

## Население
| 1859 | 1897 | 1908 | 1920 | 1926 | 1938 | 1949 | 1958 | 1970 | 1979 | 1989 | 2002 |
| ---- | ---- | ---- | ---- | ---- | ---- | ---- | ---- | ---- | ---- | ---- | ---- |
| 882  | 1330 | 1440 | 1793 | 1262 | 1116 | 754  | 724  | 684  | 467  | 284  | 304  |

.
Национальный состав села — татары.

## Экономика
Полеводство, молочное скотоводство.

## Инфраструктура
Клуб, фельдшерско-акушерский пункт,  библиотека.